# Női 3x3 kosárlabdatorna a 2024. évi nyári olimpiai játékokon
A női 3x3 kosárlabdatornát a 2024. évi nyári olimpiai játékokon július 30. és augusztus 5. között rendezték. A 3x3 kosárlabda második alkalommal szerepelt az olimpiák történetében a játékok programjában. A mérkőzéseket Párizs belvárosában, a Concorde téren felállított pályán rendezték.
A torna a csoportkörrel kezdődött, amely során minden csapat játszott minden csapattal. Az első hat helyezett jutott tovább az egyenes kieséses szakaszba, ezek közül az első kettő közvetlenül az elődöntőbe került.

## Résztvevők
| Esemény                                               | Dátum                | Helyszín  | Kvóta | Kvalifikált csapatok                                   |
| ----------------------------------------------------- | -------------------- | --------- | ----- | ------------------------------------------------------ |
| Rendező                                               | —                    | —         | 1     | Franciaország (FRA)                                    |
| FIBA 3x3 világranglista                               | 2023. november 1.    | —         | 2     | Kína (CHN) · Egyesült Államok (USA)                    |
| 2024-es női 3x3 kosárlabda 1. olimpiai selejtezőtorna | 2024. április 12-14. | Hongkong  | 1     | Azerbajdzsán (AZE)                                     |
| 2024-es női 3x3 kosárlabda 2. olimpiai selejtezőtorna | 2024. május 3-5.     | Ucunomija | 1     | Ausztrália (AUS)                                       |
| 2024-es női 3x3 kosárlabda olimpiai selejtezőtorna    | 2024. május 16-19.   | Debrecen  | 3     | Németország (GER) · Spanyolország (ESP) · Kanada (CAN) |
| Összesen                                              |                      |           | 8     |                                                        |

## Csoportkör
| Hely. | Csapat                  | M | Gy | V | P+  | P–  | Pk  | Továbbjutás |
| ----- | ----------------------- | - | -- | - | --- | --- | --- | ----------- |
| 1.    | Németország (GER)       | 7 | 6  | 1 | 117 | 100 | +17 | Elődöntő    |
| 2.    | Spanyolország (ESP)     | 7 | 4  | 3 | 115 | 114 | +1  | Elődöntő    |
| 3.    | Egyesült Államok (USA)  | 7 | 4  | 3 | 108 | 109 | −1  | Negyeddöntő |
| 4.    | Kanada (CAN)            | 7 | 4  | 3 | 129 | 112 | +17 | Negyeddöntő |
| 5.    | Ausztrália (AUS)        | 7 | 4  | 3 | 127 | 122 | +5  | Negyeddöntő |
| 6.    | Kína (CHN)              | 7 | 2  | 5 | 107 | 123 | −16 | Negyeddöntő |
| 7.    | Franciaország (FRA) (R) | 7 | 2  | 5 | 99  | 105 | −6  |             |
| 8.    | Azerbajdzsán (AZE)      | 7 | 2  | 5 | 106 | 123 | −17 |             |

1. 1 2 3 4  Spanyolország 2–1; Egyesült Államok 2–1; Kanada 1–2; Ausztrália 1–2. Az azonosan állók között a több szerzett pont döntött.
2. 1 2 3  Kína 1–1; Franciaország 1–1; Azerbajdzsán 1–1. A több szerzett pont döntött.

| 2024. július 30. 17:30 | Németország (GER)      | 17–13 | Egyesült Államok (USA) | Concorde tér, Párizs Játékvezetők: Markos Michaelides (SUI), Kim Ga-in (KOR) |
| 2024. július 30. 17:30 | Jegyzőkönyv            |       |                        | Concorde tér, Párizs Játékvezetők: Markos Michaelides (SUI), Kim Ga-in (KOR) |
| 2024. július 30. 17:30 | Greinacher, Reichert 5 | Pont  | Van Lith 6             | Concorde tér, Párizs Játékvezetők: Markos Michaelides (SUI), Kim Ga-in (KOR) |

| 2024. július 30. 18:00 | Ausztrália (AUS) | 14–22 | Kanada (CAN)  | Concorde tér, Párizs Játékvezetők: Najib Chajiddine (FRA), Shi Qirong (CHN) |
| 2024. július 30. 18:00 | Jegyzőkönyv      |       |               | Concorde tér, Párizs Játékvezetők: Najib Chajiddine (FRA), Shi Qirong (CHN) |
| 2024. július 30. 18:00 | Wilson 6         | Pont  | K. Plouffe 10 | Concorde tér, Párizs Játékvezetők: Najib Chajiddine (FRA), Shi Qirong (CHN) |

| 2024. július 30. 21:00 | Spanyolország (ESP) | 18–16 | Azerbajdzsán (AZE) | Concorde tér, Párizs Játékvezetők: Edmond Ho (HKG), Dorothy Okatch (BOT) |
| 2024. július 30. 21:00 | Jegyzőkönyv         |       |                    | Concorde tér, Párizs Játékvezetők: Edmond Ho (HKG), Dorothy Okatch (BOT) |
| 2024. július 30. 21:00 | Gimeno, Alonso 5    | Pont  | Hayes 10           | Concorde tér, Párizs Játékvezetők: Edmond Ho (HKG), Dorothy Okatch (BOT) |

| 2024. július 30. 21:30 | Franciaország (FRA) | 19–21 | Kína (CHN) | Concorde tér, Párizs Játékvezetők: Deanna Jackson (USA), Csabai-Kaskötő Brigitta (HUN) |
| 2024. július 30. 21:30 | Jegyzőkönyv         |       |            | Concorde tér, Párizs Játékvezetők: Deanna Jackson (USA), Csabai-Kaskötő Brigitta (HUN) |
| 2024. július 30. 21:30 | Limouzin 6          | Pont  | Chen 10    | Concorde tér, Párizs Játékvezetők: Deanna Jackson (USA), Csabai-Kaskötő Brigitta (HUN) |

| 2024. július 31. 17:30 | Németország (GER) | 19–21 | Ausztrália (AUS) | Concorde tér, Párizs Játékvezetők: Marek Maliszewski (POL), Dorothy Okatch (BOT) |
| 2024. július 31. 17:30 | Jegyzőkönyv       |       |                  | Concorde tér, Párizs Játékvezetők: Marek Maliszewski (POL), Dorothy Okatch (BOT) |
| 2024. július 31. 17:30 | Greinacher 9      | Pont  | Whittle 9        | Concorde tér, Párizs Játékvezetők: Marek Maliszewski (POL), Dorothy Okatch (BOT) |

| 2024. július 31. 18:00 | Kanada (CAN)         | 21–11 | Kína (CHN) | Concorde tér, Párizs Játékvezetők: Deanna Jackson (USA), Najib Chajiddine (FRA) |
| 2024. július 31. 18:00 | Jegyzőkönyv          |       |            | Concorde tér, Párizs Játékvezetők: Deanna Jackson (USA), Najib Chajiddine (FRA) |
| 2024. július 31. 18:00 | Crozon, M. Plouffe 7 | Pont  | Chen 5     | Concorde tér, Párizs Játékvezetők: Deanna Jackson (USA), Najib Chajiddine (FRA) |

| 2024. július 31. 21:00 | Franciaország (FRA) | 12–17 | Spanyolország (ESP) | Concorde tér, Párizs Játékvezetők: Shi Qirong (CHN), Kim Ga-in (KOR) |
| 2024. július 31. 21:00 | Jegyzőkönyv         |       |                     | Concorde tér, Párizs Játékvezetők: Shi Qirong (CHN), Kim Ga-in (KOR) |
| 2024. július 31. 21:00 | négy játékos 3      | Pont  | Ygueravide 9        | Concorde tér, Párizs Játékvezetők: Shi Qirong (CHN), Kim Ga-in (KOR) |

| 2024. július 31. 21:30 | Egyesült Államok (USA) | 17–20 | Azerbajdzsán (AZE) | Concorde tér, Párizs Játékvezetők: Jasmina Juras (SRB), Kim Ga-in (KOR) |
| 2024. július 31. 21:30 | Jegyzőkönyv            |       |                    | Concorde tér, Párizs Játékvezetők: Jasmina Juras (SRB), Kim Ga-in (KOR) |
| 2024. július 31. 21:30 | Hamby 7                | Pont  | Hayes 11           | Concorde tér, Párizs Játékvezetők: Jasmina Juras (SRB), Kim Ga-in (KOR) |

| 2024. augusztus 1. 9:00 | Kína (CHN)  | 15–21 | Ausztrália (AUS) | Concorde tér, Párizs Játékvezetők: Deanna Jackson (USA), Brigitta Csabai-Kaskötő (HUN) |
| 2024. augusztus 1. 9:00 | Jegyzőkönyv |       |                  | Concorde tér, Párizs Játékvezetők: Deanna Jackson (USA), Brigitta Csabai-Kaskötő (HUN) |
| 2024. augusztus 1. 9:00 | Wang 5      | Pont  | Wilson 11        | Concorde tér, Párizs Játékvezetők: Deanna Jackson (USA), Brigitta Csabai-Kaskötő (HUN) |

| 2024. augusztus 1. 9:30 | Németország (GER) | 19–15 | Kanada (CAN)             | Concorde tér, Párizs Játékvezetők: Jasmina Juras (SRB), Dorothy Okatch (BOT) |
| 2024. augusztus 1. 9:30 | Jegyzőkönyv       |       |                          | Concorde tér, Párizs Játékvezetők: Jasmina Juras (SRB), Dorothy Okatch (BOT) |
| 2024. augusztus 1. 9:30 | Greinacher 8      | Pont  | K. Plouffe, M. Plouffe 5 | Concorde tér, Párizs Játékvezetők: Jasmina Juras (SRB), Dorothy Okatch (BOT) |

| 2024. augusztus 1. 12:30 | Azerbajdzsán (AZE) | 10–15 | Franciaország (FRA) | Concorde tér, Párizs Játékvezetők: Dorothy Okatch (BOT), Markos Michaelides (SUI) |
| 2024. augusztus 1. 12:30 | Jegyzőkönyv        |       |                     | Concorde tér, Párizs Játékvezetők: Dorothy Okatch (BOT), Markos Michaelides (SUI) |
| 2024. augusztus 1. 12:30 | Hayes 5            | Pont  | Limouzin 5          | Concorde tér, Párizs Játékvezetők: Dorothy Okatch (BOT), Markos Michaelides (SUI) |

| 2024. augusztus 1. 13:00 | Egyesült Államok (USA) | 15–17 | Ausztrália (AUS) | Concorde tér, Párizs Játékvezetők: Csabai-Kaskötő Brigitta (HUN), Jasmina Juras (SRB) |
| 2024. augusztus 1. 13:00 | Jegyzőkönyv            |       |                  | Concorde tér, Párizs Játékvezetők: Csabai-Kaskötő Brigitta (HUN), Jasmina Juras (SRB) |
| 2024. augusztus 1. 13:00 | Howard 8               | Pont  | Wilson 8         | Concorde tér, Párizs Játékvezetők: Csabai-Kaskötő Brigitta (HUN), Jasmina Juras (SRB) |

| 2024. augusztus 1. 18:00 | Kína (CHN)  | 14–11 | Spanyolország (ESP) | Concorde tér, Párizs Játékvezetők: Vlad Ghizdareanu (ROU), Marek Maliszewski (POL) |
| 2024. augusztus 1. 18:00 | Jegyzőkönyv |       |                     | Concorde tér, Párizs Játékvezetők: Vlad Ghizdareanu (ROU), Marek Maliszewski (POL) |
| 2024. augusztus 1. 18:00 | Wang 5      | Pont  | Camilión 7          | Concorde tér, Párizs Játékvezetők: Vlad Ghizdareanu (ROU), Marek Maliszewski (POL) |

| 2024. augusztus 1. 18:30 | Németország (GER)       | 12–8 | Azerbajdzsán (AZE) | Concorde tér, Párizs Játékvezetők: Kim Ga-in (KOR), Edmond Ho (HKG) |
| 2024. augusztus 1. 18:30 | Jegyzőkönyv             |      |                    | Concorde tér, Párizs Játékvezetők: Kim Ga-in (KOR), Edmond Ho (HKG) |
| 2024. augusztus 1. 18:30 | Brunckhorst, Reichert 4 | Pont | Mollenhauer 4      | Concorde tér, Párizs Játékvezetők: Kim Ga-in (KOR), Edmond Ho (HKG) |

| 2024. augusztus 1. 21:30 | Spanyolország (ESP) | 11–17 | Egyesült Államok (USA) | Concorde tér, Párizs Játékvezetők: Shi Qirong (CHN), Marek Maliszewski (POL) |
| 2024. augusztus 1. 21:30 | Jegyzőkönyv         |       |                        | Concorde tér, Párizs Játékvezetők: Shi Qirong (CHN), Marek Maliszewski (POL) |
| 2024. augusztus 1. 21:30 | Gimeno 5            | Pont  | Van Lith, Howard 5     | Concorde tér, Párizs Játékvezetők: Shi Qirong (CHN), Marek Maliszewski (POL) |

| 2024. augusztus 1. 22:00 | Kanada (CAN)         | 13–9 | Franciaország (FRA) | Concorde tér, Párizs Játékvezetők: Kim Ga-in (KOR), Shi Qirong (CHN) |
| 2024. augusztus 1. 22:00 | Jegyzőkönyv          |      |                     | Concorde tér, Párizs Játékvezetők: Kim Ga-in (KOR), Shi Qirong (CHN) |
| 2024. augusztus 1. 22:00 | Crozon, K. Plouffe 4 | Pont | Limouzin 4          | Concorde tér, Párizs Játékvezetők: Kim Ga-in (KOR), Shi Qirong (CHN) |

| 2024. augusztus 2. 9:00 | Kína (CHN)  | 15–18 | Németország (GER) | Concorde tér, Párizs Játékvezetők: Marek Maliszewski (POL), Dorothy Okatch (BOT) |
| 2024. augusztus 2. 9:00 | Jegyzőkönyv |       |                   | Concorde tér, Párizs Játékvezetők: Marek Maliszewski (POL), Dorothy Okatch (BOT) |
| 2024. augusztus 2. 9:00 | Chen 6      | Pont  | Reichert 7        | Concorde tér, Párizs Játékvezetők: Marek Maliszewski (POL), Dorothy Okatch (BOT) |

| 2024. augusztus 2. 9:30 | Ausztrália (AUS) | 21–12 | Azerbajdzsán (AZE) | Concorde tér, Párizs Játékvezetők: Deanna Jackson (USA), Dorothy Okatch (BOT) |
| 2024. augusztus 2. 9:30 | Jegyzőkönyv      |       |                    | Concorde tér, Párizs Játékvezetők: Deanna Jackson (USA), Dorothy Okatch (BOT) |
| 2024. augusztus 2. 9:30 | Whittle 8        | Pont  | Hayes 6            | Concorde tér, Párizs Játékvezetők: Deanna Jackson (USA), Dorothy Okatch (BOT) |

| 2024. augusztus 2. 12:30 | Ausztrália (AUS) | 17–21 | Spanyolország (ESP)  | Concorde tér, Párizs Játékvezetők: Marek Maliszewski (POL), Deanna Jackson (USA) |
| 2024. augusztus 2. 12:30 | Jegyzőkönyv      |       |                      | Concorde tér, Párizs Játékvezetők: Marek Maliszewski (POL), Deanna Jackson (USA) |
| 2024. augusztus 2. 12:30 | Whittle 7        | Pont  | Gimeno, Ygueravide 9 | Concorde tér, Párizs Játékvezetők: Marek Maliszewski (POL), Deanna Jackson (USA) |

| 2024. augusztus 2. 13:00 | Egyesült Államok (USA) | 14–13 | Franciaország (FRA) | Concorde tér, Párizs Játékvezetők: Csabai-Kaskötő Brigitta (HUN), Marek Maliszewski (POL) |
| 2024. augusztus 2. 13:00 | Jegyzőkönyv            |       |                     | Concorde tér, Párizs Játékvezetők: Csabai-Kaskötő Brigitta (HUN), Marek Maliszewski (POL) |
| 2024. augusztus 2. 13:00 | három játékos 4        | Pont  | Guapo 5             | Concorde tér, Párizs Játékvezetők: Csabai-Kaskötő Brigitta (HUN), Marek Maliszewski (POL) |

| 2024. augusztus 2. 17:30 | Azerbajdzsán (AZE) | 21–19 (h. u.) | Kína (CHN) | Concorde tér, Párizs Játékvezetők: Markos Michaelides (SUI), Kim Ga-in (KOR) |
| 2024. augusztus 2. 17:30 | Jegyzőkönyv        |               |            | Concorde tér, Párizs Játékvezetők: Markos Michaelides (SUI), Kim Ga-in (KOR) |
| 2024. augusztus 2. 17:30 | Hayes 11           | Pont          | Chen 8     | Concorde tér, Párizs Játékvezetők: Markos Michaelides (SUI), Kim Ga-in (KOR) |

| 2024. augusztus 2. 18:00 | Egyesült Államok (USA) | 18–17 (h. u.) | Kanada (CAN)  | Concorde tér, Párizs Játékvezetők: Kim Ga-in (KOR), Najib Chajiddine (FRA) |
| 2024. augusztus 2. 18:00 | Jegyzőkönyv            |               |               | Concorde tér, Párizs Játékvezetők: Kim Ga-in (KOR), Najib Chajiddine (FRA) |
| 2024. augusztus 2. 18:00 | Howard 7               | Pont          | K. Plouffe 10 | Concorde tér, Párizs Játékvezetők: Kim Ga-in (KOR), Najib Chajiddine (FRA) |

| 2024. augusztus 2. 21:00 | Kanada (CAN)  | 20–22 (h. u.) | Spanyolország (ESP) | Concorde tér, Párizs Játékvezetők: Shi Qirong (CHN), Markos Michaelides (SUI) |
| 2024. augusztus 2. 21:00 | Jegyzőkönyv   |               |                     | Concorde tér, Párizs Játékvezetők: Shi Qirong (CHN), Markos Michaelides (SUI) |
| 2024. augusztus 2. 21:00 | M. Plouffe 11 | Pont          | Ygueravide 10       | Concorde tér, Párizs Játékvezetők: Shi Qirong (CHN), Markos Michaelides (SUI) |

| 2024. augusztus 2. 21:30 | Franciaország (FRA) | 13–14 | Németország (GER) | Concorde tér, Párizs Játékvezetők: Shi Qirong (CHN), Vlad Ghizdareanu (ROU) |
| 2024. augusztus 2. 21:30 | Jegyzőkönyv         |       |                   | Concorde tér, Párizs Játékvezetők: Shi Qirong (CHN), Vlad Ghizdareanu (ROU) |
| 2024. augusztus 2. 21:30 | Guapo 4             | Pont  | Greinacher 7      | Concorde tér, Párizs Játékvezetők: Shi Qirong (CHN), Vlad Ghizdareanu (ROU) |

| 2024. augusztus 3. 17:30 | Azerbajdzsán (AZE) | 19–21 | Kanada (CAN) | Concorde tér, Párizs Játékvezetők: Dorothy Okatch (BOT), Edmond Ho (HKG) |
| 2024. augusztus 3. 17:30 | Jegyzőkönyv        |       |              | Concorde tér, Párizs Játékvezetők: Dorothy Okatch (BOT), Edmond Ho (HKG) |
| 2024. augusztus 3. 17:30 | Hayes 9            | Pont  | M. Plouffe 8 | Concorde tér, Párizs Játékvezetők: Dorothy Okatch (BOT), Edmond Ho (HKG) |

| 2024. augusztus 3. 18:00 | Spanyolország (ESP) | 15–18 | Németország (GER)      | Concorde tér, Párizs Játékvezetők: Najib Chajiddine (FRA), Shi Qirong (CHN) |
| 2024. augusztus 3. 18:00 | Jegyzőkönyv         |       |                        | Concorde tér, Párizs Játékvezetők: Najib Chajiddine (FRA), Shi Qirong (CHN) |
| 2024. augusztus 3. 18:00 | Alonso de Armiño 5  | Pont  | Greinacher, Reichert 5 | Concorde tér, Párizs Játékvezetők: Najib Chajiddine (FRA), Shi Qirong (CHN) |

| 2024. augusztus 3. 18:35 | Franciaország (FRA) | 18–16 (h. u.) | Ausztrália (AUS) | Concorde tér, Párizs Játékvezetők: Marek Maliszewski (POL), Kim Ga-in (KOR) |
| 2024. augusztus 3. 18:35 | Jegyzőkönyv         |               |                  | Concorde tér, Párizs Játékvezetők: Marek Maliszewski (POL), Kim Ga-in (KOR) |
| 2024. augusztus 3. 18:35 | Guapo 7             | Pont          | Whittle 8        | Concorde tér, Párizs Játékvezetők: Marek Maliszewski (POL), Kim Ga-in (KOR) |

| 2024. augusztus 3. 19:05 | Kína (CHN)   | 12–14 | Egyesült Államok (USA) | Concorde tér, Párizs Játékvezetők: Markos Michaelides (SUI), Vlad Ghizdareanu (ROU) |
| 2024. augusztus 3. 19:05 | Jegyzőkönyv  |       |                        | Concorde tér, Párizs Játékvezetők: Markos Michaelides (SUI), Vlad Ghizdareanu (ROU) |
| 2024. augusztus 3. 19:05 | Wan, Zhang 4 | Pont  | Van Lith 6             | Concorde tér, Párizs Játékvezetők: Markos Michaelides (SUI), Vlad Ghizdareanu (ROU) |

## Egyenes kieséses szakasz
|  |              |                        |              |                        |                        |              |                        |                   |                     |                     |               |               |               |
|  | Negyeddöntők | Negyeddöntők           | Negyeddöntők |                        |                        | Elődöntők    | Elődöntők              | Elődöntők         |                     |                     | Döntő         | Döntő         | Döntő         |
|  | Negyeddöntők | Negyeddöntők           | Negyeddöntők |                        |                        | Elődöntők    | Elődöntők              | Elődöntők         |                     |                     | Döntő         | Döntő         | Döntő         |
|  | augusztus 3. | augusztus 3.           | augusztus 3. | augusztus 5.           | augusztus 5.           | augusztus 5. |                        |                   |                     |                     |               |               |               |
|  | augusztus 3. | augusztus 3.           | augusztus 3. | augusztus 5.           | augusztus 5.           | augusztus 5. |                        |                   |                     |                     |               |               |               |
|  | 4            | Kanada (CAN)           | 21           | 1                      | Németország (GER)      | 16           |                        |                   |                     |                     |               |               |               |
|  | 4            | Kanada (CAN)           | 21           | 1                      | Németország (GER)      | 16           |                        |                   |                     |                     |               |               |               |
|  | 5            | Ausztrália (AUS)       | 10           |                        |                        |              | Kanada (CAN)           | 15                |                     |                     | augusztus 5.  | augusztus 5.  | augusztus 5.  |
|  | 5            | Ausztrália (AUS)       | 10           |                        |                        |              | Kanada (CAN)           | 15                |                     |                     | augusztus 5.  | augusztus 5.  | augusztus 5.  |
|  |              |                        |              |                        |                        |              | Németország (GER)      | Németország (GER) | 17                  |                     |               |               |               |
|  |              |                        |              |                        |                        |              | Németország (GER)      | Németország (GER) | 17                  |                     |               |               |               |
|  | augusztus 3. | augusztus 3.           | augusztus 3. | augusztus 5.           | augusztus 5.           | augusztus 5. |                        |                   | Spanyolország (ESP) | Spanyolország (ESP) | 16            |               |               |
|  | augusztus 3. | augusztus 3.           | augusztus 3. | augusztus 5.           | augusztus 5.           | augusztus 5. |                        |                   | Spanyolország (ESP) | Spanyolország (ESP) | 16            |               |               |
|  | 3            | Egyesült Államok (USA) | 21           | 2                      | Spanyolország (ESP)    | 18           |                        |                   |                     |                     |               |               |               |
|  | 3            | Egyesült Államok (USA) | 21           | 2                      | Spanyolország (ESP)    | 18           |                        |                   |                     |                     |               |               |               |
|  | 6            | Kína (CHN)             | 13           |                        |                        |              | Egyesült Államok (USA) | 16                |                     |                     | Bronzmérkőzés | Bronzmérkőzés | Bronzmérkőzés |
|  | 6            | Kína (CHN)             | 13           |                        |                        |              | Egyesült Államok (USA) | 16                |                     |                     | Bronzmérkőzés | Bronzmérkőzés | Bronzmérkőzés |
|  |              |                        |              |                        |                        |              | augusztus 5.           |                   |                     |                     |               |               |               |
|  |              |                        |              |                        |                        |              |                        |                   |                     |                     |               |               |               |
|  |              |                        |              | Kanada (CAN)           | Kanada (CAN)           | 13           |                        |                   |                     |                     |               |               |               |
|  |              |                        |              | Kanada (CAN)           | Kanada (CAN)           | 13           |                        |                   |                     |                     |               |               |               |
|  |              |                        |              | Egyesült Államok (USA) | Egyesült Államok (USA) | 16           |                        |                   |                     |                     |               |               |               |
|  |              |                        |              | Egyesült Államok (USA) | Egyesült Államok (USA) | 16           |                        |                   |                     |                     |               |               |               |
|  |              |                        |              |                        |                        |              |                        |                   |                     |                     |               |               |               |

### Negyeddöntők
| 2024. augusztus 3. 21:30 | Kanada (CAN) | 21–10 | Ausztrália (AUS) | Concorde tér, Párizs Játékvezetők: Najib Chajiddine (FRA), Deanna Jackson (USA) |
| 2024. augusztus 3. 21:30 | Jegyzőkönyv  |       |                  | Concorde tér, Párizs Játékvezetők: Najib Chajiddine (FRA), Deanna Jackson (USA) |
| 2024. augusztus 3. 21:30 | Bosch 9      | Pont  | Maley 5          | Concorde tér, Párizs Játékvezetők: Najib Chajiddine (FRA), Deanna Jackson (USA) |

| 2024. augusztus 3. 22:05 | Egyesült Államok (USA) | 21–13 | Kína (CHN)  | Concorde tér, Párizs Játékvezetők: Markos Michaelides (SUI), Kim Ga-in (KOR) |
| 2024. augusztus 3. 22:05 | Jegyzőkönyv            |       |             | Concorde tér, Párizs Játékvezetők: Markos Michaelides (SUI), Kim Ga-in (KOR) |
| 2024. augusztus 3. 22:05 | Hamby 9                | Pont  | Chen, Wan 4 | Concorde tér, Párizs Játékvezetők: Markos Michaelides (SUI), Kim Ga-in (KOR) |

### Elődöntők
| 2024. augusztus 5. 17:30 | Spanyolország (ESP) | 18–16 (h. u.) | Egyesült Államok (USA) | Concorde tér, Párizs Játékvezetők: Shi Qirong (CHN), Marek Maliszewski (POL) |
| 2024. augusztus 5. 17:30 | Jegyzőkönyv         |               |                        | Concorde tér, Párizs Játékvezetők: Shi Qirong (CHN), Marek Maliszewski (POL) |
| 2024. augusztus 5. 17:30 | Ygueravide 9        | Pont          | Van Lith 8             | Concorde tér, Párizs Játékvezetők: Shi Qirong (CHN), Marek Maliszewski (POL) |

| 2024. augusztus 5. 18:30 | Németország (GER) | 16–15 | Kanada (CAN)    | Concorde tér, Párizs Játékvezetők: Jasmina Juras (SRB), Najib Chajiddine (FRA) |
| 2024. augusztus 5. 18:30 | Jegyzőkönyv       |       |                 | Concorde tér, Párizs Játékvezetők: Jasmina Juras (SRB), Najib Chajiddine (FRA) |
| 2024. augusztus 5. 18:30 | Greinacher 11     | Pont  | három játékos 4 | Concorde tér, Párizs Játékvezetők: Jasmina Juras (SRB), Najib Chajiddine (FRA) |

### Bronzmérkőzés
| 2024. augusztus 5. 21:00 | Kanada (CAN) | 13–16 | Egyesült Államok (USA) | Concorde tér, Párizs Játékvezetők: Najib Chajiddine (FRA), Shi Qirong (CHN) |
| 2024. augusztus 5. 21:00 | Jegyzőkönyv  |       |                        | Concorde tér, Párizs Játékvezetők: Najib Chajiddine (FRA), Shi Qirong (CHN) |
| 2024. augusztus 5. 21:00 | K. Plouffe 5 | Pont  | Van Lith 6             | Concorde tér, Párizs Játékvezetők: Najib Chajiddine (FRA), Shi Qirong (CHN) |

### Döntő
| 2024. augusztus 5. 22:00 | Németország (GER) | 17–16 | Spanyolország (ESP) | Concorde tér, Párizs Játékvezetők: Edmond Ho (HKG), Csabai-Kaskötő Brigitta (HUN) |
| 2024. augusztus 5. 22:00 | Jegyzőkönyv       |       |                     | Concorde tér, Párizs Játékvezetők: Edmond Ho (HKG), Csabai-Kaskötő Brigitta (HUN) |
| 2024. augusztus 5. 22:00 | Greinacher 5      | Pont  | Camilión 6          | Concorde tér, Párizs Játékvezetők: Edmond Ho (HKG), Csabai-Kaskötő Brigitta (HUN) |

## Végeredmény
| Helyezés | Csapat                 |
| -------- | ---------------------- |
| Arany    | Németország (GER)      |
| Ezüst    | Spanyolország (ESP)    |
| Bronz    | Egyesült Államok (USA) |
| 4.       | Kanada (CAN)           |
| 5.       | Ausztrália (AUS)       |
| 6.       | Kína (CHN)             |
| 7.       | Azerbajdzsán (AZE)     |
| 8.       | Franciaország (FRA)    |